# Šentilj
Šentilj (en allemand : St. Egidi in Windisch Büheln) est une commune du nord-est de la Slovénie, située à la frontière de l'Autriche, dans le Slovenske Gorice (allemand : Windisch Büheln), dans la région de Basse-Styrie.

## Villages
La commune est composée de plusieurs villages dont les noms sont Ceršak, Cirknica, Dražen Vrh, Jurjevski Dol, Kaniža, Kozjak pri Ceršaku, Kresnica, Plodršnica, Selnica ob Muri, Sladki Vrh, Spodnja Velka, Srebotje, Stara Gora pri Šentilju, Svečane, Šentilj v Slovenskih goricah, Šomat, Štrihovec, Trate, Vranji Vrh, Zgornja Velka, Zgornje Dobrenje et Zgornje Gradišče.

## Histoire
Avant la naissance de la Slovénie, la région appartint à l'empire d'Autriche jusqu'à la fin de la Première Guerre mondiale. La population était ainsi partagée entre une population dont la langue était l'allemand et une population dont la langue était le slovène.

## Démographie
Entre 1999 et 2021, la population de la ville est restée relativement stable, évoluant entre 8 000 et 9 000 habitants,.
Évolution démographique
| 1999  | 2000  | 2001  | 2002  | 2003  | 2004  | 2005  | 2006  | 2007  |
| ----- | ----- | ----- | ----- | ----- | ----- | ----- | ----- | ----- |
| 8 168 | 8 152 | 8 206 | 8 229 | 8 256 | 8 310 | 8 353 | 8 453 | 8 492 |
| 2008  | 2009  | 2010  | 2011  | 2012  | 2013  | 2014  | 2015  | 2016  |
| 8 506 | 8 426 | 8 419 | 8 414 | 8 422 | 8 467 | 8 440 | 8 391 | 8 339 |
| 2017  | 2018  | 2019  | 2020  | 2021  |       |       |       |       |
| 8 371 | 8 521 | 8 438 | 8 351 | 8 375 |       |       |       |       |

## Personnalités originaires de la commune
- Jakob Lorber (né dans le village de Kaniža/Kanischa, 1800-1864), écrivain et musicien.
- Tone Kuntner (* 1943), poète et acteur slovène.